# Lina Scheynius
Lina Scheynius (* 1981 in Vänersborg, Schweden) ist eine schwedische Fotografin.

## Leben und Werk
Scheynius ist Autodidaktin und fotografiert seit ihrem zehnten Lebensjahr. Ihre Fotos, die vor allem aus Selbstporträts sowie aus Darstellungen ihres Umfeldes, ihrer Wohnung und ihr nahestehender Menschen bestehen, sind intim und eindrücklich. Nicht selten sind es Selbstakte oder Aktfotografien, die Scheynius mit einem Partner zeigen. Stilistisch arbeitet sie oft mit körnigen Aufnahmen oder Mehrfachbelichtungen. Ihre Fotografien wurden bereits in mehreren Einzelausstellungen und als Bestandteile zahlreicher Gruppenausstellungen gezeigt, die vor allem im europäischen Raum, aber auch in den USA, in Kanada und Japan stattfanden.

## Auszeichnungen
- 2019: Dokumentarfotopreis des Arbetets Museum/Museum der Arbeit (in Norrköping, Schweden)

## Werke
- Touching. JBE books 2021.
- My photo books (Box mit 11 Fotobüchern). JBE books 2019.
- Book 11. self published 2019.
- Flowers. Berlin: Fountain books 2018.
- Book 10. self published 2017.
- Book 9. self published 2017.
- Book 8. self published 2016.
- Book 7. self published 2014.
- Book 6. self published 2014.
- Book 5. self published 2013.
- Book 4. self published 2012.
- wöchentliche Fotokolumne im Magazin Zeit, 2012.
- Book 3. self published 2011.
- Sarajevo. Be-Poles 2010.
- Book 2. self published 2009.
- Book 1. self published 2008.

## Ausstellungen

### Einzelausstellungen (Auswahl)
- 2017: „Exhibition 04“ Christophe Guye Galerie, Zürich, Schweiz
- 2014: „Exhibition 03“ Taka Ishii Gallery, Tokio, Japan
- 2014: „Exhibition 02“ MELK Gallery, Oslo, Norwegen
- 2013: „Exhibition 01“ Christophe Guye Galerie, Zürich, Schweiz
- 2010: „Solo show 01“ The Last Tuesday Society, London, Großbritannien

### Gruppenausstellungen (Auswahl)
- 2018: „Fotografiska Talent 2018“ Fotografiska, Stockholm, Schweden
- 2017: „Photo London 2017“ Somerset House, London, England
- 2015: „Welt – Bilder 6“ Helmhaus, Zürich, Schweiz
- 2015: „Visual LEADER 2015“ Deichtorhallen, Haus der Fotografie, Hamburg, Deutschland
- 2015: „Memory Lab. Photography Challenges History“ European Month of Photography, Nationalmuseum für Geschichte und Kunst, Luxemburg
- 2014: „Memory Lab. Photography Challenges History“ European Month of Photography, MUSA, Wien, Österreich
- 2014: „Foto Expo: Close“ Het NutsHuis, Den Haag, Niederlande
- 2013: „Male Nudes – Female Desires“ Galerie Tanya Wagner, Berlin, Deutschland
- 2011: „New Documents booth“ kuratiert von Oscar Poulsen, Nofound photofair, Paris, Frankreich
- 2011: „What's next? The future of the photography“ Foam Museum, Amsterdam, Niederlande
- 2011: „Portraits de Villes“ Clic Gallery, New York, Vereinigte Staaten
- 2010: „Nofound to New Documents“ Viktor Wynd fine art Inc, London, Großbritannien
- 2010: „New Document's booth“ kuratiert von Emeric Glayse, Access & Paradox 2010 art fair, Paris, Frankreich
- 2010: „Portraits de Villes“ Gallerie Philippe Chaume, Paris, Frankreich
- 2009: „Looking for love“ Vidvinkel im Zentrum für Fotografie, Stockholm, Schweden
- 2009: „Vidvinkel + GFC“ Stockholms kulturfestival, Stockholm, Schweden
- 2009: „Everything is possible: a Polaroid Groupshow“ Gallery space at Space 15 twenty, Los Angeles, Vereinigte Staaten
- 2008: „Lina Scheynius diary Slide Nite“ Bern, Schweiz
- 2008: „Örebro Open Art“ Örebro, Schweden
- 2008: „Resurrection“ The National Arts Club, New York, Vereinigte Staaten
- 2008: „Various Photographs“ kuratiert von Tim Barber, New York photo festival, New York, Vereinigte Staaten
- 2008: „Kern and sons“ curated by Emeric Glayse, Gallery Mycroft, Paris, Frankreich
- 2008: „Swedish Destiny and Adventure“ Sebastian Guinness Gallery, Dublin, Irland
- 2008: „First impressions last“ Minneapolis, Vereinigte Staaten
- 2007: „In the light of night“ The Winter Gallery, Toronto, Kanada
- 2007: „Set Foot – Absolut Sweden festival Filmbase“ Dublin, Irland